# Lampétie et Phaéthuse
Pour les articles homonymes, voir Lampétie (homonymie) et Phaéthuse (homonymie).

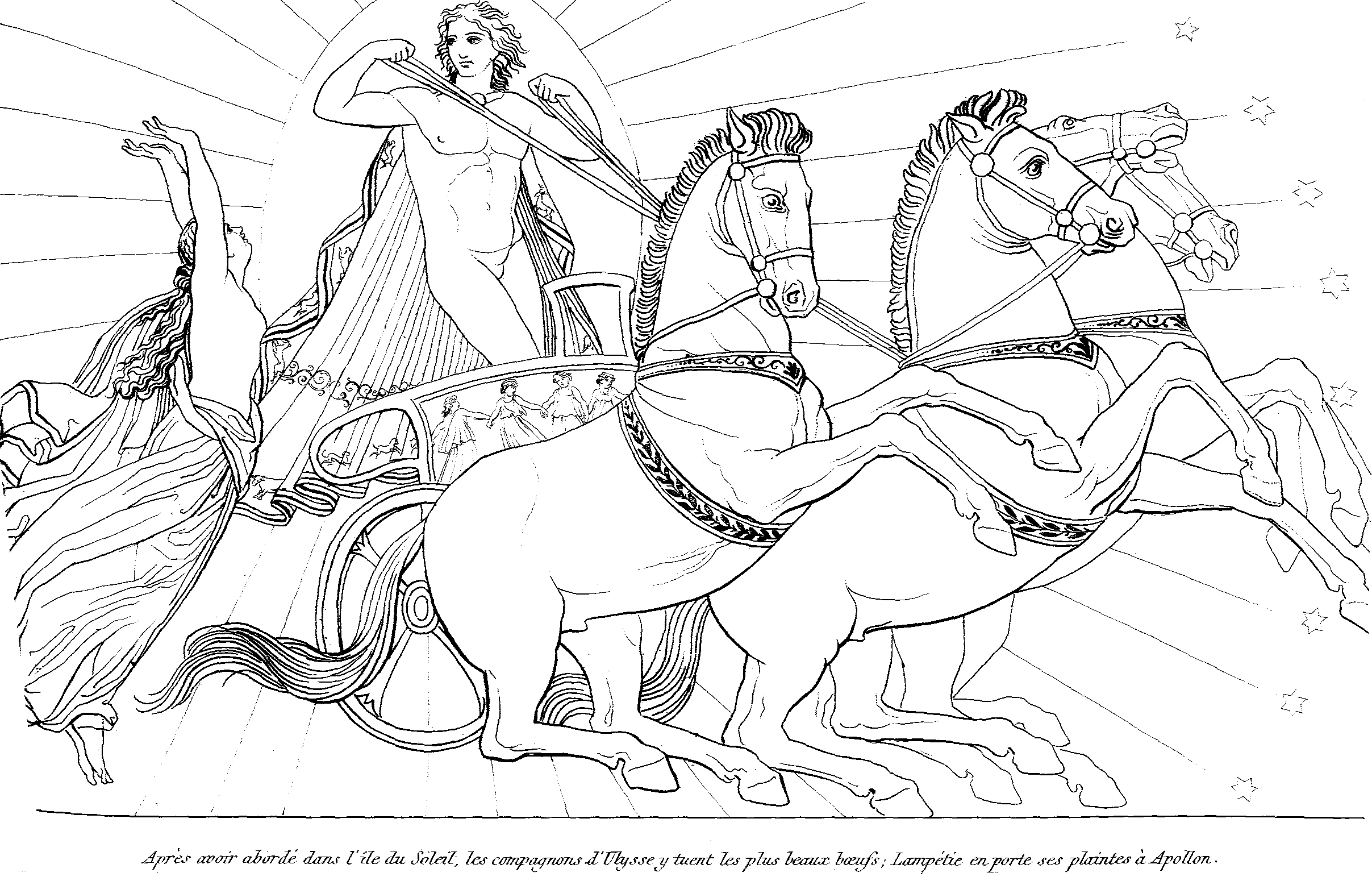
Lampétie et Hélios, illustration de John Flaxman pour l’Odyssée, 1810

Dans la mythologie grecque, Lampétie (en grec ancien : Λαμπετίη / Lampetíē) et Phaéthuse (Φαέθουσα / Phaéthousa, « la rayonnante »), filles d'Hélios (le Soleil), sont deux nymphes personnifiant la lumière solaire.

## Famille
Chez Homère, elles auraient été conçues par la nymphe Néère, d'où le nom de Néèrides que l'on rencontre parfois.
Dans une tradition minoritaire préservée par une scholie et rattachée aux « poètes tragiques » Lampétie et Phaéthuse sont (avec Phaéton et Églé, par ailleurs inconnue), deux des quatre enfants qu'Hélios a avec Rhodé, alors fille d'Asopos.

## Mythe
Lampétie et Phaéthuse sont chargées de veiller sur les troupeaux de leur père sur l'île de Trinacrie (Sicile). Ainsi, c'est Lampétie qui va avertir Hélios lorsque les compagnons d'Ulysse viennent dérober du bétail.
Ce rôle traditionnel de gardiennes de bétail se retrouve par la suite chez Apollonios de Rhodes par exemple. Cependant, plusieurs versions tardives viennent mêler les deux sœurs au mythe de Phaéton. Ainsi chez Ovide et Hygin (CLVI), elles sont confondues avec des Héliades, filles de l'Océanide Clymène et sœurs de Phaéton. Simples suivantes de leur mère, elles sont changées en peupliers à la mort de leur frère.
Les Dionysiaques semblent livrer une version intermédiaire puisque si Lampétie (mentionnée seule) y est bien représentée dans son rôle traditionnel sur Trinacrie, le chant XXXVIII rapporte qu'elle y reçoit parfois la visite de Phaéton.

## Sources
- Apollonios de Rhodes, Argonautiques [détail des éditions] [lire en ligne] (IV, 972).
- Homère, Odyssée [détail des éditions] [lire en ligne] (XII, 131 et 375).
- Hygin, Fables [détail des éditions] [(la) lire en ligne] (CLIV ; CLVI).
- Nonnos de Panopolis, Dionysiaques [détail des éditions] [lire en ligne] (XXVII, 189 ; XXXVIII, 167).
- Ovide, Métamorphoses [détail des éditions] [lire en ligne] (II, 349).
- Properce, Élégies [détail des éditions] [lire en ligne] (III, 12).